# Nefilim
L'appellativo nefilim (in ebraico נפלים), presente nell'Antico Testamento (Torah), in diversi libri non canonici del Giudaismo e in antichi scritti cristiani, si riferisce ad un popolo di giganti che sarebbe stato presente sulla terra al tempo dell'incrocio tra i «figli di Dio» («figli degli Elohim» nell'originale biblico) e le «figlie degli uomini».

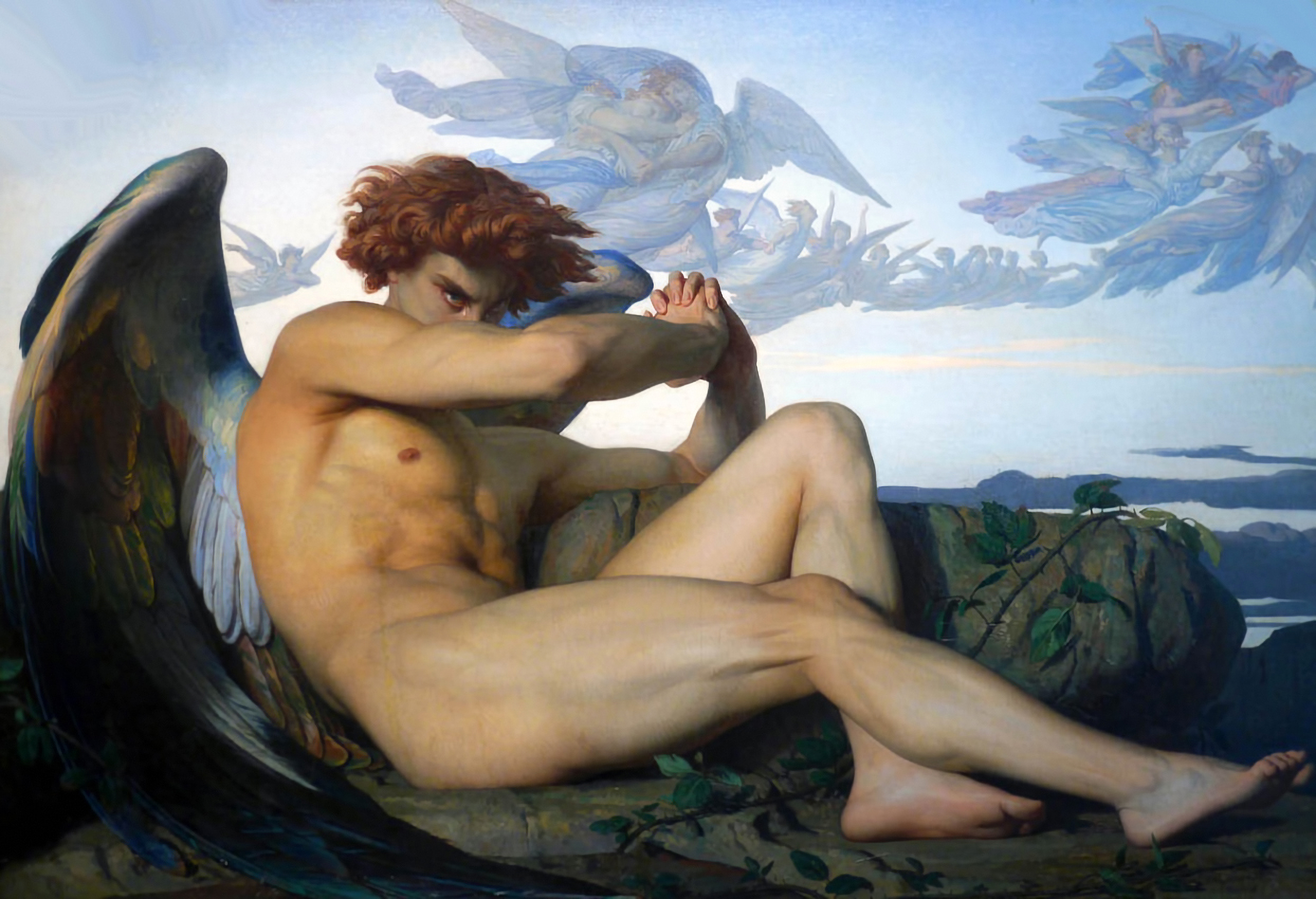
L'Angelo caduto, di Alexandre Cabanel (1847)

Il termine è utilizzato anche riguardo ai giganti che abitavano la terra di Canaan (Numeri 13:33) e trova indirettamente riscontro in Ezechiele 32:27.

## Il nome
Nella Bibbia la parola nephilim viene spesso tradotta come "giganti" o "titani", mentre in altre traduzioni si preferisce mantenere il termine nefilim. La radice dunque più accreditata è l'aramaica "naphil" che significa letteralmente "giganti". A tal proposito molti studiosi sostengono che la radice "nephil" si riferisca alla costellazione di Orione: il termine "nephilim" sarebbe quindi il plurale di "nephila". Come dice la Bibbia, i Giganti erano inizialmente esseri umani. Altri studiosi, come il teologo americano Charles Calddweel Ryrie, sostengono che la radice etimologica di Nefilim sia "cadere", ossia cadere su di altri, dovuto al fatto che sarebbero stati uomini dalla forza inusitata. In ogni caso secondo Ryrie non erano la prole di quei matrimoni dai quali sarebbero nati eroi o uomini famosi.
Alcune versioni parlano di eroi famosi, guerrieri caduti o ancora angeli caduti; un'ennesima traduzione potrebbe essere quelli che sono precipitati, giacché il nome deriva dalla radice semitica nafal, che significa cadere.
Esteticamente i Nefilim non sono molto diversi dagli umani, solo più alti ed esadattili.

## I riferimenti biblici
Nella Genesi 6:1-8 si legge:
3Allora il Signore disse: "Il mio spirito non resterà sempre nell'uomo, perché egli è carne e la sua vita sarà di centoventi anni".

## L'interpretazione cristiana
I primi apologisti cristiani, come Tertulliano e, soprattutto, Lattanzio, accolsero l'idea, presente chiaramente nel Libro di Enoch e negli scritti ad esso correlati, che i "figli di Dio", i bnei ha-elohim (בני האלהים: lett. "figli degli dèi"), fossero gli angeli caduti, come sembra intendere anche il passo della Genesi. Tuttavia, in seguito, Giulio Africano e Agostino d'Ippona condannarono l'idea che i cosiddetti "figli di Dio" potessero essere angeli. Nella Città di Dio, i figli di Dio sono fatti divenire i discendenti di Set. Altri suggeriscono che i "figli di Dio" in realtà fossero personaggi storici del passato, completamente umani, divinizzati dalla tradizione orale. I "figli di Dio" sono quindi individuati come i discendenti di Set, mentre i "figli degli uomini" come i discendenti di Caino. A conforto di questa ipotesi, si richiama il fatto che lo scopo del diluvio universale inviato da Dio era quello di spazzare via dalla Terra quei nefilim che si erano resi così orgogliosi e depravati ai tempi di Noè. L'idea che esseri divini possano accoppiarsi con umani risulta controversa, specialmente tra molti cristiani, che, citando un'interpretazione degli insegnamenti di Gesù nel Vangelo di Matteo, affermano che "gli angeli non si sposano", sebbene questo sia un concetto estrapolato dal contesto del verso, perché in Luca Gesù afferma che i resuscitati non si sposano nel cielo, ma sono "come gli angeli". In questa ipotesi però resta inspiegato di come sia possibile che dall'unione tra i figli di Dio e le figlie degli uomini possano nascere dei giganti, che tra l'altro ricompaiono anche dopo il diluvio, dove vengono specificate anche le loro dimensioni.
- La Chiesa ortodossa etiope accoglie il libro di Enoch come canonico.
- La Chiesa di Gesù Cristo dei santi degli ultimi giorni afferma che i figli di Dio erano i figli di uomini devoti a Dio e che le figlie degli uomini erano figlie di uomini che avevano rinnegato Dio[14].

## Altre ipotesi
Alcuni esegeti, trovando sgradevole o blasfema l'idea della copulazione tra angeli e umani, hanno suggerito interpretazioni più figurative del concetto di Nefilim, proponendo l'idea che fossero una progenie di posseduti dai demoni. Alla luce delle speculazioni moderne sulle storie dei rapimenti, alcuni hanno inoltre ipotizzato che si trattasse di una descrizione arcaica di una forma d'inseminazione artificiale e di manipolazione genetica da parte di alieni.

### I Nefilim e la para-storia
Vi sono stati alcuni tentativi di conciliare la mitologia con la scienza teorizzando che alla radice della mitologia vi siano elementi di verità nella forma di "leggenda" molto distorta. In questo contesto, i Nephilim sono stati associati con la popolazione di Atlantide, che alcuni sostengono essere in contatto o addirittura discendenti dagli extraterrestri.

### I Nefilim come superstiti preistorici
La teoria per stabilire un legame tra la scienza e la Bibbia è quella che sostiene che i Nephilim fossero neandertaliani sopravvissuti (oppure i loro resti ossei), o forse un ibrido tra Homo sapiens e uomo di Neanderthal. Questa teoria assomiglia a quella che associa la leggenda dei draghi alle ossa di dinosauro (nella Bibbia forse indicati con il nome ebraico Tannin).
Molti studiosi pensano che l'uomo moderno abbia condiviso gli stessi territori dei neandertaliani per molti millenni, e che la regione del Vicino Oriente sia stata l'ultimo habitat per uno sparuto numero di tribù superstiti di H. neandertalensis. Dunque, è concepibile che sia rimasta una memoria popolare di queste tozze e forti creature, tramutata in leggenda evoluta successivamente in popolari racconti mitologici, più o meno adattati al loro gusto dalle varie civiltà. Ad esempio, in Sardegna, creature ancestrali, tozze e pelose sono raffigurate dalle maschere dei "Mamuthones".

### La teoria degli antichi astronauti
Zecharia Sitchin ed Erich Von Daniken hanno scritto libri sostenendo che i Nephilim siano i nostri antenati e che noi siamo stati creati (con l'ingegneria genetica) da una razza aliena (per i sumeri gli Annunaki, per altre credenze i nordici o gli abitanti di Nibiru). Nei voluminosi libri di Sitchin si impiega l'etimologia della lingua semitica e traduzione delle tavolette in scritta cuneiforme dei Sumeri per identificare gli antichi dei mesopotamici con gli angeli caduti (i "figli degli Elohim" della Genesi). Osservando che tutti gli angeli vennero creati prima della Terra, lui constata che non possono essere della Terra... e dunque, potrebbero tutti essere considerati semanticamente come dei puri "extraterrestri".
Nei suoi libri David Icke presenta una teoria simile, nella quale esseri interdimensionali rettiliani servendosi dell'ingegneria genetica danno luogo a una progenie con tratti fisici di alta statura, pelle chiara, e suscettibilità a qualsiasi forma di suggestione ipnotica (che a suo parere, avviene quando i "demoni" posseggono la loro progenie e pretendono fedeltà), e afferma che questa linea di sangue è rimasta in controllo del mondo dai giorni dei Sumeri fino a oggi. Va detto, per completezza, che le teorie di David Icke sono considerate da alcune comunità di ufologi come vera e propria disinformazione.

## Nella cultura di massa

### Letteratura
- Nella saga letteraria Queste oscure materie di Philip Pullman, si fa riferimento all'esistenza di creature che assomigliano ai Nephilim oppure a creature con parentela con i Nephilim.
- Il libro La luce di Orione di Valerio Evangelisti fa riferimento ai giganti biblici.
- Il libro Guerra agli umani di Wu Ming 2 ipotizza che in genesi 6: 1-2 i figli di Dio siano in realtà alieni.
- Nella saga Shadowhunters di Cassandra Clare, i cacciatori di demoni (Shadowhunters) vengono anche chiamati Nephilim, e indicati come figli dell'angelo Raziel che ha conferito loro i poteri per sconfiggere il male sulla terra.
- Nefililm è il titolo di un thriller dell'autrice svedese Åsa Schwarz.
- Nella saga di Fallen di Lauren Kate i Nephilim sono degli esseri umani nati dall'unione di un Angelo e un Mortale. Lucinda Price verrà a sapere della loro esistenza durante il secondo libro della saga, Torment dove la scuola in cui è stata trasferita è per metà frequentata da Nephilim, tra cui la sua compagna di stanza, Shelby, e il suo migliore amico, Miles.
- Nel libro "Il bacio dell'angelo caduto" di Becca Fitzpatrick, i Nephilim sono i figli di angeli caduti e umani. Per due settimane, periodo nel quale non ci sono feste ebraiche, gli angeli caduti prendono possesso dei loro corpi per provare sensazioni umane, che altrimenti non potrebbero sentire. Nel libro di Enoch, però, si parla di un angelo caduto che, uccidendo il proprio vassallo Nephilim (cosa pressoché impossibile) diventa umano; se invece salva una determinata persona dalla morte, diventa un angelo custode.
- Nel libro Angelology di Danielle Trussoni la protagonista è una Nephilim angelologa, in quanto la nonna in gioventù si era accoppiata con uno di loro. Nel libro è anche scritto di come i Nephilim siano i responsabili delle guerre e dei movimenti politici e culturali comparsi durante il corso della storia (es. Darwinismo) dei Vigilanti, i padri di questi angeli che hanno insegnato ai maschi a usare le armi;  mentre alle femmine è stata insegnata la chiaroveggenza e a mettersi gioielli così belli da far invidia alle mortali.
- Nephilim è il titolo di una saga urban fantasy dell'autore italiano Valerio la Martire.
- All'interno dello scenario noto come "Impero Connettivo"[16](uno Stato modellato sull'esempio dell'Impero romano il cui il dominio si estende su spazio e tempo, governato da una stirpe di alieni semi-eterni) creato dal vincitore del Premio Urania Sandro Battisti, il protagonista è un Nephilim, l'invincibile sovrano Totka_II; l' "Impero Connettivo" è stato sviluppato negli anni in diversi romanzi, tra cui spiccano PtaxGhu6, scritto nel 2010 in collaborazione con Marco Milani[17], Olonomico (2012)[18], L'impero restaurato (2015)[19] e Punico (2018)[20], in molti racconti e nel fumetto Florian dell'Impero[21].

### Cinema e televisione
- Nella serie televisiva Hex si racconta di una piccola scuola di provincia che diventa il campo di battaglia della lotta tra il leader dei Nephilim, Azazel, e le streghe che gli si oppongono.
- Nel film Devil's Tomb - A caccia del diavolo si parla della natura dei Nephilim e di un covo dove questi sono rinchiusi.
- Nell'episodio Angeli caduti di X-Files si parla di quattro strane ragazze che Dana Scully crede essere Nephilim.
- Nella trilogia televisiva Fallen - Angeli caduti il protagonista è un Nephilim, figlio di un Angelo e una donna, e ha il potere di redimere angeli e umani e inviare le loro anime in Paradiso. Nella storia sono coinvolti angeli caduti, angeli vendicatori e Lucifero.
- Nei film The Prophecy II e The Prophecy 3, la creazione dei Nephilim è fonte di ulteriore conflitto tra gli angeli.
- Nell'ottava stagione della serie televisiva Supernatural, i Nephilim sono i figli di un Angelo e un umano. Inoltre l'uccisione di un Nephilim è una delle tre prove da superare per far cadere sulla terra tutti gli angeli del paradiso. Nella dodicesima stagione Lucifero procrea un Nephilim, il quale nascerà nell'ultimo episodio della stagione. Il Nephilim, chiamato Jack, è considerato tra gli esseri più potenti della serie, per la sua quasi completa onnipotenza; viene anche paragonato a Dio, dato che la sua grazia è l'incrocio fra la grazia di un Arcangelo (Lucifero) e l'anima di un'umana.
- Nel film Shadowhunters - Città di ossa, e nella serie televisiva, i cacciatori di demoni (Shadowhunters), indicati come figli dell'angelo Raziel che ha conferito loro i poteri per sconfiggere il male sulla terra, vengono anche chiamati Nephilim.

### Videogiochi e fumetti
- Nel videogioco Tomb Raider: The Angel of Darkness i Nephilim erano frutto di angeli e uomini. Seguendo gli appunti scritti sul diario del suo vecchio mentore, l'archeologa Lara Croft viene coinvolta in una corsa contro il tempo per ritrovare gli ultimi pezzi di un artefatto magico (il Glifo) prima di una setta segreta guidata da un alchimista invasato e folle, che cerca di dominare il mondo con la resurrezione dell'ultimo superstite delle spaventose creature bibliche, conosciuto come Cubiculum Nephili.
- Nel videogioco Diablo II: Lord of Destruction gli Antichi sono definiti come "Spiriti dei Nefilim". Essi sono figli di angeli e demoni.
- Nel sequel Diablo III sono nuovamente presenti i Nefilim che hanno una grande importanza nella storia principale.
- Nel videogioco Wing Commander, Nephilim è il nome in codice di insettoidi extraterrestri che hanno invaso la galassia tramite wormhole artificiali.
- Nel videogioco FreeSpace un modello di bombardiere di una delle fazioni in guerra (Shivan) si chiama Nephilim.
- Nel MMO Grand Chase la seconda classe di Ryan e quelle successive permettono la trasformazione in un angelo di nome Nephilim.
- Nel videogioco Darksiders i quattro Cavalieri dell'Apocalisse appartengono a questa razza, sebbene siano gli ultimi rimasti, in quanto carnefici della loro stessa specie per ordine dell'Arso Consiglio. Loro caratteristica basilare è l'aspetto simile a un essere umano; a differenza di essi, comunque, hanno una forza sovraumana e rune sul corpo. Guerra, per esempio, ha delle scintillanti pupille bianche e dell'energia arancione che scaturisce dalla fronte, simbolo della sua natura semidivina. Nel videogame, si ritiene che i Nephilim siano l'unione tra angeli e demoni.
- Nel videogioco El Shaddai: Ascension of the Metatron sono presenti come parte integrante della storia narrata, e sono rappresentati come degli esseri oblunghi rosa con mani appena accennate, spiegando poi che mangiandosi a vicenda per la disperazione di non poter morire, generano il Nephilim di fuoco, creatura immensa e famelica dalle molte protuberanze al posto degli arti.
- Nel videogioco DmC Devil May Cry, reboot-universo parallelo della saga, Dante, il protagonista, e Vergil, suo fratello gemello, invece di essere dei mezzidemoni come nella serie principale sono dei Nephilim: in DmC i Nephilim sono degli ibridi di angelo e demone.
- A partire dalla terza espansione del videogioco World of Warcraft, World of Warcraft: Cataclysm, è presente il mago di razza ogre Neph'Lahim, il cui nome è un riferimento ai nefilim[22].
- Nel videogioco Indiana Jones e l'antico cerchio i nefilim sono citati più volte.
- Nel manga Make the Exorcist Fall in Love i nefilim sono ibridi tra umani e angeli caduti. Nella serie l’angelo caduto, poi divenuto demone, Belphegor si accoppia con un’umana, dandone luce ad uno.
- In Four Knights of the Apocalypse di Nakaba Suzuki, sequel di The Seven Deadly Sins, il principe Tristan, figlio del demone Meliodas e della dea Elizabeth, è definito Nephilim

### Musica
- Fields of the Nephilim e Nefilim sono due band gothic rock.
- Nephilim è il titolo del terzo singolo della band giapponese Abingdon boys school.
- The Nephilim è il titolo della track numero 3 dell'album "The Art Of Drowning" degli AFI.
- The Nephilim Rising è il titolo di una canzone dei "Behemoth" contenuta nell'album Demigod
- The Nephilim Sons è il titolo di una canzone dei "Septicflesh" contenuta nell'album "Revolution DNA"
- Nephilim è il titolo di una canzone dei "Katatonia" contenuta nell'ultimo album "Night Is The New Day"
- Where the giants roam/Field of the Nephilim è il titolo del brano conclusivo dell'EP di "Thundercat" "The beyond/Where the giants roam" (2015).
- The Nephilim Empire Saga è una serie di concept della power metal band italiana Rhapsody of Fire, a partire dall'album The Eighth Mountain.